# Libocedrus austrocaledonicus
Libocedrus austrocaledonicus là một loài thực vật hạt trần trong họ Cupressaceae. Loài này được Brongn. & Gris mô tả khoa học đầu tiên năm 1871.